# 마이크 폼페이오
마이클 리처드 "마이크" 폼페이오(영어: Michael Richard "Mike" Pompeo 또는 마이크 폼페오, 1963년 12월 30일 ~ )는 미국의 정치인이다. 2011년부터 2017년까지 연방 하원의원을 지내다 트럼프 행정부 초기에 중앙정보국장으로 임명되었다. 이후 2018년 4월 렉스 틸러슨의 뒤를 이어 트럼프 행정부의 두번째 국무장관으로 임명되었다. 대외 관계에서 매파 성향으로 분류된다.

## 생애
폼페이오는 캘리포니아주 오렌지 카운티에서 도로시와 웨인 폼페이오 사이에서 태어났다. 아버지는 이탈리아계 이민자 출신이다. 1907년 이탈리아에서 미국으로 이민왔다.
1982년 폼페이오는 캘리포니아주 파운틴 밸리의 로스 아미고스 고등학교를 졸업했다. 야구선수였다. 1986년 미국 육군사관학교를 수석으로 졸업했다. 육군사관학교 재학 시절 공학을 전공했다. 1986년부터 1991년까지 미국 육군 제4 보병 사단의 제7 기병연대 제2 대대에서 장교로 복무했다. 대위로 전역했다.
1994년 폼페이오는 하버드 로스쿨에서 법무박사(J.D.) 학위를 취득했다. 로스쿨 재학 시절 하버드 로 리뷰의 편집위원으로 활동하기도 했다. 로스쿨 졸업 후에 워싱턴 D.C.의 유명 로펌 윌리엄스 앤 코놀리(Williams & Connolly)에서 변호사로 근무했다.
2017년 1월 23일, 막 취임한 도널드 트럼프 대통령이 폼페이오를 제6대 CIA 국장으로 임명했다. 1946년 ~ 2005년까지 중앙 정보 국장(Director of Central Intelligence, DCI)이 CIA 국장이었다. 2005년부터는 중앙 정보국 국장(Director of the Central Intelligence Agency, D/CIA)이 CIA 국장이다. 2004년에 미국 국가보안법을 개정한 2004년 정보개혁 및 테러방지법(Intelligence Reform and Terrorism Prevention Act of 2004)을 제정하여 국가 정보 국장(DNI)이 신설되어 중앙 정보 국장(DCI)의 임무를 맡게 되었다.

## 정치적 입장

### 폼페이오와 헤리티지 재단
폼페이오는 2018년 5월 21일 헤리티지 재단(The Heritage Foundation)에서 "교섭 후: 새로운 이란 전략(After the Deal: The New Iran Strategy)"이라는 제목의 연설에서 "처음에는 민간 시민으로서, 그리고는 의회 의원으로서, 그리고 지금도 세계 문제와 공공 정책 문제에 대한 나의 생각은 헤리티지 재단이 형성했다"고 말했다.

### 군사 및 안보
폼페이오는 미국 국가안보국(National Security Agency: NSA)의 감시 프로그램들을 지지하며, 국가안보국의 활동들을 "선하고 중요한 일(good and important work)"이라고 하였다.
폼페이오는 2013년 하원에서 열린 연설에서 이슬람이라는 이름으로 행해진 테러 행위들을 비난하지 않는 이슬람 지도자들은 이번 공격에 "잠재적으로 공모(potentially complicit)"하고 있다고 말했다. 미국 - 이슬람 관계 위원회는 그의 발언을 "거짓되고 무책임한(false and irresponsible)"것이라며, 수정할 것을 요구했다.

### 에너지와 환경
그는 "연방 정책은 미국인 가족(the American family)에 관한 것이어야지, 과도한 환경 의제를 숭배하는 것이 아니다"고 말했다. 2009년 폼페이오는 번영을 위한 미국인들의 기후세 서약 반대(No Climate Tax pledge of Americans for Prosperity)에 서명했다. 그는 오바마 행정부의 환경과 기후 변화 계획들을 "하자가 있는(damaged)", "과도한(radical)"이라고 불렀다. 2012년에 그는 풍력 생산에 대한 세액 공제들(tax credits)을 영구적으로 제거할 것을 요구하면서, 그것은 "정부의 막대한 적선(enormous government handout)"이라고 말했다.
GMO 라벨 부착을 막는 법안을 발의해서 하원을 통과시킨 인물이기도 하다.

### 건강보험
폼페이오는 부담적정보호법(Affordable Care Act: ACA)에 반대했다. 그는 특정 프로그램들에 기금을 지원하겠다고 말했지만, 그것이 부담적정보호법(ACA)의 일환일 경우에는 반대한다고 비난받는다.

### 사회적 문제
폼페이오는 인간의 삶은 (난소의)수정에서 시작된다고 주장하며 낙태는 어머니의 생명을 구하기 위해 필요할 때만 허용되어야 한다고 여긴다. 그는 2011년 연방건강보험(Federal Health Coverage) 적용에서 낙태를 배제하는 ‘No Taxpayer Funding for Abortion Act’ 법안에 동의했다. 또한 그는 같은해, 유엔인구기금(United Nations Population Fund)에 대한 자금 지원 금지에 찬성했다.

## 역대 선거 결과
| 선거명      | 직책명                      | 대수  | 정당   | 득표율 | 득표수    | 결과 | 당락                   |
| ----------- | --------------------------- | ----- | ------ | ------ | --------- | ---- | ---------------------- |
| 2010년 선거 | 하원의원 (캔자스 제4선거구) | 112대 | 공화당 | 58.79% | 119,575표 | 1위  | 캔자스주 하원의원 당선 |
| 2012년 선거 | 하원의원 (캔자스 제4선거구) | 113대 | 공화당 | 62.22% | 161,094표 | 1위  | 캔자스주 하원의원 당선 |
| 2014년 선거 | 하원의원 (캔자스 제4선거구) | 114대 | 공화당 | 66.66% | 138,757표 | 1위  | 캔자스주 하원의원 당선 |
| 2016년 선거 | 하원의원 (캔자스 제4선거구) | 115대 | 공화당 | 60.67% | 166,998표 | 1위  | 캔자스주 하원의원 당선 |